# Eristalinus hervebazini
Eristalinus hervebazini är en tvåvingeart som först beskrevs av Klocker 1924.  Eristalinus hervebazini ingår i släktet slamflugor, och familjen blomflugor. Inga underarter finns listade i Catalogue of Life.